# 東京市電気局700形電車
東京市電気局700形電車（とうきょうしでんききょく700がたでんしゃ）は、1942年（昭和17年）に登場した東京市電気局（後の東京都交通局）の路面電車。 

## 概要
1942年（昭和17年）に木南車輛で製造された10m級の軽量小型低床ボギー車である。1200形同様、前面に傾斜を持つ「半流線型」のデザインだが、低床で車端が絞られているため実際よりも小柄に見える。リベットのない全溶接構造の車体で、窓の上下にあった帯も廃止された。幕板部分の狭い張上げ屋根、拡大された側窓など戦前に造られた車両では最も近代的な外観だった。
台車は騒音防止を謳った、菱枠型フレームでウィングばね式のD-13形が新たに採用された。当初は20両（701 - 720）が製造されたが、戦災により8両が焼失。1948年（昭和23年）に3輌が戦災復旧され最終的に15両（701 - 715）となった。
700形の特徴として、方向幕窓の両横に小窓が取り付けられていた点が上げられる。左側には「急行」「割引」「満員」などが表示され、右側には系統番号が表示されていた。しかし、次第に通常の系統板・表示板に取って代わられ、やがて埋め込まれてしまった。

## 配置と運用
新製当初は広尾車庫と目黒車庫に10両ずつ配置された。目黒車庫の10両は翌年錦糸堀車庫に転属したが、戦災で8両が焼失、残った2両も広尾車庫に転属し、全車が広尾に集められた。
戦後は錦糸堀、早稲田車庫を転々としたが、1949年以降全車が三田車庫に配置され、もっぱら3系統（品川駅前 - 飯田橋）で6000形・7000形とともに使用されていた。小型かつ軽量車体が災いして車体の老朽化が早く、転属してきた2000形と交代するかたちで、3系統廃止前の1965（昭和40年） - 1966年に全車廃車となった。
702・704・705・706・707・712・713・714の8両については廃車になった後、千葉県へ売却され児童遊園地・公団住宅に設置された。また、神奈川県川崎市の川崎埠頭にも設置されて作業員の休憩所となり、709が神奈川県横浜市の山手学院に運動器具庫として利用された。